# Кокорин, Иван Анатольевич
Ива́н Анато́льевич Коко́рин (род. 3 августа 1979, Загорск, СССР) — российский актёр театра, кино и телевидения.

## Биография

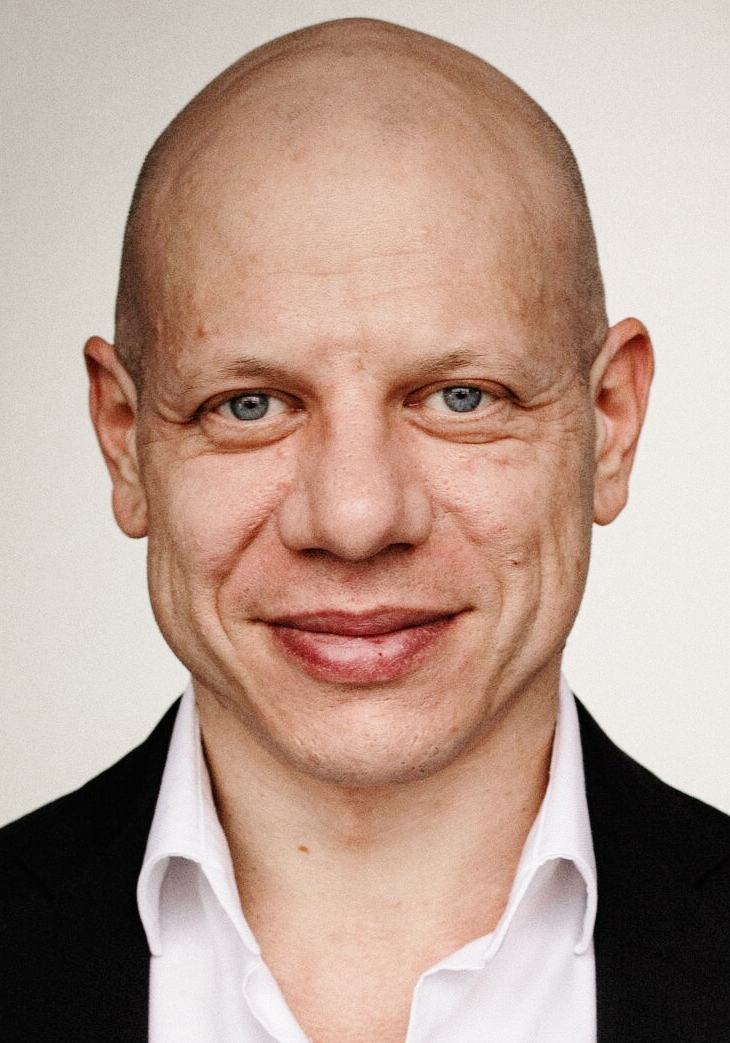
Иван Кокорин

### Ранние годы
Родился в семье военнослужащего и учительницы.
Решил стать актёром после выступлений в школьных спектаклях, хотя одно время думал поступать на биологический факультет Московского государственного университета. В старших классах начал посещать подготовительные курсы Школы-студии МХАТ, позже стал её студентом. Окончил в 2000 году (курс Дмитрия Брусникина и Евгения Лазарева).

## Карьера
На четвёртом курсе Школы-студии МХАТ дебютировал на малой сцене МХТ имени А. П. Чехова в спектакле «Бабье царство» в постановке Аллы Покровской. В этом же году дебютировал на киноэкране: сыграл эпизодическую роль изготовителя поддельных паспортов в фильме Алексея Балабанова «Брат 2». Свой первый гонорар потратил на покупку цветного телевизора родителям.
По окончании учёбы был призван в ряды вооружённых сил. Во время прохождения срочной службы Кокорин сумел сняться в двух фильмах: «Займёмся любовью» и «Звезда». После службы снялся в одной из главных ролей в фильме Бахтиёра Худойназарова «Шик», получившем множество наград, в том числе две награды Международного кинофестиваля в Токио.
Широкую известность Кокорин получил в 2005 году после исполнения одной из главных ролей в фильме Фёдора Бондарчука «9 рота». Образ рядового Чугайнова («Чугун»), по словам самого Кокорина, был недалёким и абсолютно не походил на актёра в реальной жизни, из-за чего он даже хотел отказаться от предложенной роли. После совета матери на роль всё-таки согласился.
В дальнейшем получил роли в таких фильмах и сериалах как «Точка» Юрия Мороза, «Последний бронепоезд» Зиновия Ройзмана, «Дом Солнца» Гарика Сукачёва.
В 2012 году прошёл конкурс и стал чтецом Литературной дирекции Московской филармонии. Начал выступать в литературных абонементах с программами для детей и взрослых, читать стихи и сказки.
В 2014 году принял участие в Эстафете олимпийского огня зимних Олимпийских игр 2014.
В 2015 году снялся в фильме «12 месяцев. Новая сказка» в роли Июня. Снялся в ролях начальника тюрьмы НКВД Миронова в многосерийном фильме «Власик. Тень Сталина» и начальника особого отдела подполковника Максимова в сериале «Истребители. Последний бой».
В 2017 году на сцене театра им. Вл. Маяковского сыграл образ Вандала в спектакле «Изгнание. Мой Друг Фредди Меркьюри» постановщика Миндаугаса Карбаускиса. За роль был удостоен номинации театральной премии «Золотая маска» в категории «Лучшая мужская роль второго плана» в конкурсе спектаклей драматического театра. Всего же «Изгнание» было выдвинуто на семь номинаций.
В 2021 году принял участие в новой кинотрилогии про Остапа Бендера режиссёра Игоря Зайцева. В 2022 году сыграл одну из четырёх главных ролей в комедийном сериале «Ресторан по понятиям».

## Творчество

### Роли в театре
МХТ имени А. П. Чехова
- 2000 — «Бабье царство» (А. Чехов, С. Арсентьев). Режиссёр-постановщик — Алла Покровская

Театр им. Вл. Маяковского
- 2017 — «Изгнание / Мой Друг Фредди Меркьюри» (М. Ивашкявичюс). Режиссёр-постановщик — Миндаугас Карбаускис

Театр Русская песня
- «За столиком в любимой кафешке»[7]

Театральный центр Арт-Вояж
- «7, 14, 21, … или Арифметика мужских измен»[8]

Другой театр
- «Любовь как милитаризм»[9]

### Роли в кино
| Год       |     | Название                                                              | Роль                                                |
| --------- | --- | --------------------------------------------------------------------- | --------------------------------------------------- |
| 2000      | ф   | Брат 2                                                                | Изготовитель поддельных паспортов                   |
| 2000      | тсп | Зойкина квартира                                                      | Аллилуйя, домком                                    |
| 2001      | ф   | 101-й километр                                                        | Сидор                                               |
| 2001      | ф   | Условный рефлекс                                                      | Имя персонажа не указано                            |
| 2001      | с   | Не покидай меня, любовь                                               | Савелий, деревенский парень                         |
| 2002      | ф   | Займёмся любовью                                                      | Сержант                                             |
| 2002      | ф   | Звезда                                                                | Мещерский                                           |
| 2002      | ф   | Джокеръ                                                               | Имя персонажа не указано                            |
| 2003      | ф   | Шик                                                                   | Немой                                               |
| 2003      | с   | Каменская 3                                                           | Заморыш                                             |
| 2003      | с   | Подари мне жизнь                                                      | Митя                                                |
| 2003      | с   | Ангел на дорогах                                                      | Имя персонажа не указано                            |
| 2003      | с   | Амапола                                                               | Милиционер в квартире                               |
| 2003      | с   | Ребята из нашего города                                               | Сергеев                                             |
| 2004      | ф   | Посылка с Марса                                                       | Клиент Деда Мороза                                  |
| 2004      | ф   | Долгое прощание                                                       | Куртов, старший лейтенант милиции, сосед Телепневых |
| 2004      | с   | Женщины в игре без правил                                             | Белый ангел                                         |
| 2004      | с   | МУР есть МУР                                                          | Вася, свидетель убийства Цыгана                     |
| 2004      | с   | Богатство                                                             | Серёжа Блинов                                       |
| 2004      | тф  | Великие авантюристы России                                            | Имя персонажа не указано                            |
| 2005      | ф   | 9 рота                                                                | Рядовой Чугайнов («Чугун»)                          |
| 2005      | ф   | Не хлебом единым                                                      | Имя персонажа не указано                            |
| 2005      | ф   | Роман ужасов                                                          | Охранник                                            |
| 2006      | ф   | Точка                                                                 | Денис                                               |
| 2006      | с   | Последний бронепоезд                                                  | Лёха Лазарь                                         |
| 2006      | с   | Охотник                                                               | Ероха                                               |
| 2006      | с   | Моя Пречистенка                                                       | Устин                                               |
| 2007      | ф   | В ожидании чуда                                                       | Парень из интернета, знакомый Майи по переписке     |
| 2008—2009 | с   | Братья Карамазовы                                                     | Михаил Ракитин                                      |
| 2008      | ф   | Тот, кто гасит свет                                                   | Иван                                                |
| 2008      | с   | Тайны дворцовых переворотов. Россия, век XVIII. Фильм 7. Виват, Анна! | Гвардеец Елагин                                     |
| 2008      | с   | От любви до кохання                                                   | Виктор                                              |
| 2009      | ф   | Дом Солнца                                                            | Первый дембель                                      |
| 2009      | ф   | Путь                                                                  | Тофик                                               |
| 2009      | с   | Исаев                                                                 | Боец в тулупе                                       |
| 2010      | с   | Последняя встреча                                                     | Дознаватель                                         |
| 2010      | с   | Судьбы загадочное завтра                                              | Андрей Кучеренко («Курчавый»)                       |
| 2010      | кор | Настоящее кино 3                                                      | Имя персонажа не указано                            |
| 2010      | с   | Партизаны                                                             | Имя персонажа не указано                            |
| 2011      | с   | Я дождусь                                                             | Егор                                                |
| 2011      | с   | Откровения                                                            | Чиновник                                            |
| 2011      | с   | Измена                                                                | Юрий Иванович, заместитель Сергея                   |
| 2012      | ф   | Мамы. Новелла № 3 «Операция "Мама"»                                   | Имя персонажа не указано                            |
| 2012      | с   | ЧС. Чрезвычайная ситуация                                             | Петров, десантник                                   |
| 2012      | ф   | Я буду рядом                                                          | Имя персонажа не указано                            |
| 2012      | с   | Чкалов                                                                | Иван Лысаков, комсорг летного отряда                |
| 2012      | ф   | Огонь, вода и бриллианты                                              | Имя персонажа не указано                            |
| 2012      | с   | Наследница                                                            | Имя персонажа не указано                            |
| 2013      | ф   | Упакованные                                                           | Ступак                                              |
| 2013      | с   | Станица                                                               | Якименко                                            |
| 2013      | ф   | Весёлая ночка                                                         | Имя персонажа не указано                            |
| 2014      | ф   | Полный вперёд!                                                        | Вихотко, боец группы захвата                        |
| 2014      | с   | Кураж                                                                 | Денис Евгеньевич, директор группы                   |
| 2014      | ф   | Дедушка моей мечты                                                    | Участковый                                          |
| 2015      | с   | Метод Фрейда 2                                                        | Игорь Николаевич Филимонов                          |
| 2015      | с   | Власик. Тень Сталина                                                  | Михаил Миронов, заместитель Власика                 |
| 2015      | ф   | 12 месяцев. Новая сказка                                              | Месяц Июнь                                          |
| 2015      | ф   | Последний рубеж                                                       | Доброволин                                          |
| 2015      | ф   | Между нот, или Тантрическая симфония                                  | Славик                                              |
| 2015      | с   | Истребители. Последний бой                                            | Подполковник Максимов                               |
| 2015      | с   | Дед Мазаев и Зайцевы                                                  | Алякин                                              |
| 2015      | с   | На перекрёстке радости и горя                                         | Вася, сосед-алкоголик                               |
| 2016      | ф   | Наган                                                                 | Имя персонажа не указано                            |
| 2017      | с   | Хождение по мукам                                                     | Боков                                               |
| 2017      | ф   | Любовь и Сакс                                                         | Имя персонажа не указано                            |
| 2018      | ф   | Я не такой! Я не такая!                                               | Участковый                                          |
| 2019      | ф   | Последнее испытание                                                   | Отец Саша                                           |
| 2019      | с   | Уголь                                                                 | Моня                                                |
| 2019      | с   | Три капитана                                                          | Александр Пехота                                    |
| 2019      | ф   | Призраки прошлого                                                     | Пашка                                               |
| 2020      | ф   | Мятный пряник                                                         | Борис                                               |
| 2020      | с   | Уличное правосудие                                                    | Имя персонажа не указано                            |
| 2020      | кор | Курчатов                                                              | Имя персонажа не указано                            |
| 2021      | ф   | Бендер: Начало                                                        | Могилюк и его брат-близнец                          |
| 2021      | ф   | Проклятый чиновник                                                    | Сергей                                              |
| 2021      | ф   | Бендер: Последняя афера                                               | Могилюк                                             |
| 2022      | с   | Ресторан по понятиям                                                  | Килька, похититель животных                         |
| 2022      | ф   | Красная Шапочка                                                       | Борхес                                              |
| 2022      | ф   | Чекаго                                                                | Валера                                              |

## Награды и номинации
- 2018 — номинант театральной премии «Золотая маска» в категории «Лучшая мужская роль второго плана» в конкурсе спектаклей драматического театра — за роль вандала в спектакле «Изгнание / Мой Друг Фредди Меркьюри» (2017) драматурга Марюса Ивашкявичюса (Театр им. Вл. Маяковского)[5][6].